# Робін Гуд (фільм, 2018)
«Робін Гуд» (англ. Robin Hood) — пригодницький фільм 2018 року режисера Отто Батерста, заснований на однойменній легенді. Прем'єра в Україні відбулась 29 листопада 2018 року.

## Сюжет
Молодий лорд Робін Локслі закохується в Меріан. Вона відповідає взаємністю і пара починає жити разом у маєтку Робіна. За повісткою Локслі вирушає в Хрестовий похід. Через чотири роки загін із лордом потрапляють в засідку. Багато воїнів гинуть, командувач Гай Гібсон рятує Локслі, якого атакував місцевий житель Джон.
В таборі Локслі спостерігає як вбивають полонених, які не надавали інформацію. На черзі був Джон із сином. Лорд просить не вбивати цих двох полонених і Гібсон лише ранить Робіна.
Локсі повертається додому. Маєток, в якому він жив з Меріам, напівзруйнований і порожній. Місцевий священик розповів про шерифа, який зі своїми наближеними, повністю обібрав жителів, а ті хто не в змозі платити працюють на шахті. Робін знаходить свою кохану. З нею все добре, але в неї з'явився залицяльник Вілл. Лорд розчаровується у всьому. Несподівано чоловік отримує підтримку від Джона, який потайки дістався Англії.
Джон розробив план і натренував Локслі, щоб грабувати багатіїв. За схемою Робін продовжував вести життя лорда, потоваришував з шерифом, а вночі забирав гроші у його людей. Награбоване він роздавав нужденним. Шериф наймає досвідчених хрестоносців на чолі з Гібсоном, щоб спіймати таємничого злодія.
За наказом Гай йде руйнувати шахти. Робін рятує Меріам з полону. Локслі розкриває свою особистість бідним і всі разом вони відбирають у влади свої гроші назад. Шерифа страчують. Кардинал, який вижив, призначає Вілла новим шерифом. Вілл оголошує в розшкук Робіна Локслі, який возз'єднався з Меріам.

## У ролях
| Актор           | Роль             |
| --------------- | ---------------- |
| Тарон Еджертон  | Робін Гуд        |
| Джеймі Фокс     | Маленький Джон   |
| Ів Г'юсон       | Меріан           |
| Джеймі Дорнан   | Вілл Скарлетт    |
| Бен Мендельсон  | шериф Ноттінгема |
| Тім Мінчин      | монах Тук        |
| Пол Андерсон    | Гай Гісборн      |
| Бйорн Бенгтссон | Тайдон           |
| Джошуа Гердман  | Райтоус          |
| Нассер Мемарзіа | дипломат         |

## Створення фільму

### Виробництво
Зйомки фільму почались 20 лютого 2017 у Дубровнику, Хорватія.

### Знімальна група
- Кінорежисер — Отто Батерст
- Сценарист — Джобі Гарольд
- Кінопродюсер — Леонардо Ді Капріо, Дженніфер Девіссон, Джобі Гарольд, Безіл Іваник, Торі Таннелл
- Кінооператор —Джордж Стіл
- Художник-постановник — Анья Мюллер, Стів Саммерсгілл, Нора Такаш, Кітан Вейкар
- Художник по костюмах — Джуліан Дей
- Підбір акторів — Дебора Аквіла, Ронна Кресс, Тріша Вуд[4].

## Сприйняття і критика
Фільм отримав негативні відгуки. На сайті Rotten Tomatoes оцінка стрічки становить 16 % на основі 145 відгуків від критиків (середня оцінка 3,7/10) і 45 % від глядачів із середньою оцінкою 2,9/5 (2 208 голосів). Фільму зарахований «гнилий помідор» від кінокритиків та «розсипаний попкорн» від глядачів, Internet Movie Database — 5,4/10 (13 562 голоси), Metacritic — 32/100 (28 відгуків критиків) і 3,5/10 (74 відгуки від глядачів).
Видання «Голлівудський репортер» за підсумками 2018 року поставило «Робіна Гуда» на другу сходинку свого антирейтингу найгірших фільмів.